# آن ر. ميلر
آن ر. ميلر (بالإنجليزية: Ann R. Miller) هي عالمة اجتماع أمريكية، ولدت في 1921، وتوفيت في 28 فبراير 2006.